# カーヒル (アッバース朝カリフ)
カーヒル（899年 - 950年）は、アッバース朝の第19代カリフ（在位：932年 - 934年）である。

## 生涯
アッバース朝の第16代カリフであるムウタディドと女奴隷のフィトナとの間に生まれ、異母兄で第18代カリフのムクタディルに大将軍ムーニスに929年に謀反をおすと担ぎ出され兄に代わって即位したが、すぐに謀反は鎮圧され兄の前で泣いて命乞いをして許された。しかし、932年にムーニスよってムクタディルは殺害されたため再度、カリフとなった。
即位後は、ムクタディルの家族の財産を取り上げ虐待し敵対した重臣の多くを殺害し財産を没収した。移り気で変わりやすい性格で流血を好み臣下たちから恐れられた。功臣ですら昔の些細な私怨で殺害したため934年、軍人たちは蜂起して甥のラーディーに第20代カリフに即位させカーヒルは捕らえられ牢獄に入れられ失明させられた。
カーヒルから没収した大臣の財産の隠し場所を聞き出そうと拷問にかけたが口を割らず、ラーディーは方針転換して歓待して泣き落として聞き出そうとしたが失敗した。ラーディーの在位中は、カーヒルの存在は秘密とされ噂も禁じられながら次代のムッタキーの時代でも幽閉されていたが、ある日、礼拝していた民衆の前に現れカリフへの嫌がらせも兼ねて物乞いをした。このことで自由な外出も禁じられたが、ムッタキーが944年に自分と同じく両目を潰され退位させられたと聞くと3人目の盲目にされるカリフが出現を預言するような詩をつくった。950年に53歳で死んだ。